# Stoszowice Górne
Stoszowice Górne − zlikwidowany przystanek osobowy w Stoszowicach, w Polsce, w województwie dolnośląskim, w powiecie ząbkowickim, w gminie Stoszowice. Przystanek został otwarty w dniu 1 listopada 1908 roku razem z linią kolejową z Ząbkowic Śląskich Dworca Małego do Srebrnej Góry. Do 1983 roku był na niej prowadzony ruch osobowy i towarowy. W 1990 roku linia została zlikwidowana.